# 黃頂擬雀鯛
黃頂擬雀鯛，為鱸形目鱸亞目擬雀鯛科的其中一種，為熱帶海水魚，分布於西印度洋紅海及亞丁灣海域，深度2-30公尺，本魚體延長，額頭、背部至尾柄上緣為金黃色，身體為藍色，腹部銀白色，魚鰭透明，體長可達7.2公分，棲息在礁洞外緣礁沙混合的水域，以底棲性無脊椎動物及甲殼類為食，生活習性不明，可做為觀賞魚。

## 擴展閱讀
維基物種上的相關：黃頂擬雀鯛